# Sequeiros (Aguiar da Beira)
Sequeiros is een plaats (freguesia) in de Portugese gemeente Aguiar da Beira en telt 297 inwoners (2001).